# Zelimchan Jandarbijev
Zelimchan Janderbijev, född 12 september 1952, död 13 februari 2004, var en tjetjensk politiker och ej internationellt erkänd president 1996–1997 då han efterträdde den avlidne Dzjochar Dudajev.
Jandarbijev ledde den tjetjenska delegation som i maj 1996 mötte ryske presidenten Boris Jeltsin och ryske premiärministern Viktor Tjernomyrdin i förhandlingar om läget i Tjetjenien. Förhandlingarna slutade med en överenskommelse om eldupphör 27 maj samma år. I presidentvalet nästföljande år besegrades Jandarbijev av Aslan Maschadov. Senare anslöt sig Jandarbijev till den islamistiska opposition som bekämpade Maschadov.
Under åren hade Jandarbijev oftast befunnit sig utomlands, i försök att uppbåda stöd från utländska islamistgrupper. I februari 2004 befann han sig i Doha, huvudstad i Qatar, och dödades då av en bilbomb.